# Eva Menges
Eva Menges (* 13. Januar 1970) ist eine deutsche Juristin und Richterin am Bundesgerichtshof.
Eva Menges trat nach Studium und Promotion an der Universität Heidelberg 1999 in den Justizdienst des Landes Baden-Württemberg. Nach Tätigkeiten am Amtsgericht Karlsruhe, Landgericht Karlsruhe und bei der Staatsanwaltschaft Karlsruhe wurde sie 2002 an das Justizministerium Baden-Württemberg abgeordnet und dort zur Richterin am Amtsgericht und 2006 zur Regierungsdirektorin ernannt. 2007 wurde sie an das Oberlandesgericht Karlsruhe und im Anschluss daran bis Mai 2010 als wissenschaftliche Mitarbeiterin an den Bundesgerichtshof abgeordnet. Bereits Mitte 2008 wurde sie zur Richterin am Oberlandesgericht Karlsruhe ernannt. Von dort war sie zuletzt als wissenschaftliche Mitarbeiterin an das Bundesverfassungsgericht abgeordnet, als sie im März 2011 zur Bundesrichterin gewählt wurde. Sie gehörte zunächst dem 3. Strafsenat des Bundesgerichtshofes an, 2012 wurde sie Mitglied des XI. Zivilsenats und des Dienstgerichts des Bundes. Ab 1. August 2021 bis Dezember 2023 nahm sie den Vorsitz des als Hilfssenat eingerichteten VIa. Zivilsenats wahr.
Im Dezember 2023 wurde sie zur Vorsitzenden Richterin am Bundesgerichtshof ernannt und ihr wurde vom Präsidium des Bundesgerichtshofs der Vorsitz des 2. Strafsenats übertragen.
Am 22. Mai 2025 wurde sie vom Plenum des Bundesverfassungsgerichts als eine von drei möglichen Nachfolgern des Bundesverfassungsrichters Josef Christ vorgeschlagen.